# خورخي بوليدو
خورخي بوليدو (بالإسبانية: Jorge Pulido) (8 أبريل 1991 إسبانيا - ) هو لاعب كرة قدم إسباني، يلعب كمدافع لنادي هويسكا.

## روابط خارجية
- خورخي بوليدو على موقع الاتحاد الدولي (مؤرشف)  (الإنجليزية)
- خورخي بوليدو على موقع قاعدة بيانات كرة القدم.إي يو (الإنجليزية)
- خورخي بوليدو على موقع Soccerbase.com (لاعب) (الإنجليزية)
- خورخي بوليدو على موقع Soccerway.com (الإنجليزية)
- خورخي بوليدو على موقع عالم كرة القدم.نت (الإنجليزية)
- خورخي بوليدو على موقع AS.com (الإسبانية)